# Tour del Cervino
Il Tour del Cervino (in francese, Tour du Cervin; in tedesco, Tour Matterhorn) è un percorso escursionistico circolare intorno al monte Cervino che interessa la Svizzera e l'Italia. Nato ufficialmente nel 2002, parte da Randa e termina nel vicino paese di Zermatt, dove è possibile raggiungere nuovamente Randa in poco tempo. Il tour è percorribile in una decina di tappe. 
Contornando in senso antiorario il Cervino, il tour interessa nell'ordine le seguenti sei valli:
- Mattertal nel Canton Vallese;
- Turtmanntal nel Canton Vallese;
- Val d'Anniviers nel Canton Vallese;
- Val d'Herens nel Canton Vallese;
- Valpelline in Valle d'Aosta;
- Valtournenche in Valle d'Aosta.

## Tappe
1. Randa - Cabane Topali
2. Cabane Topali - Jungu
3. Jungu - Gruben
4. Gruben - Zinal
5. Zinal - Arolla
6. Arolla - rifugio Prarayer (attraverso il colle Collon - 3.130 m)
7. Prarayer - Breuil-Cervinia (attraverso il colle di Valcornera - 3.147 m)
8. Breuil-Cervinia - Plateau Rosa
9. Plateau Rosa - Zermatt
10. Zermatt - Randa (opzionale)

## Cervino Matterhorn Ultra Race
Con il patrocinio della Regione Autonoma Valle d'Aosta e del Comune di Valtournenche, dal luglio del 2022 ogni anno si tiene la Cervino Matterhorn Ultra Race (conosciuta anche come CMUR). 
La Cervino Matterhorn Ultra Race è una gara di trail running ultra che percorre largamente i sentieri del Tour del Cervino con partenza a Breuil-Cervinia.
Oltre alla corsa che si sviluppa su circa 173 km di sentieri attorno al Cervino (la gara ultra), sono previste altre tre gare:
- una da 16 km;
- una da 22 km;
- una da 55 km.